# Osječani Gornji
Osječani Gornji (en serbe cyrillique : Осјечани Горњи) est un village de Bosnie-Herzégovine. Il est situé sur le territoire de la ville de Doboj et dans la république serbe de Bosnie. Selon les premiers résultats du recensement bosnien de 2013, il compte 1 238 habitants.

## Démographie

### Évolution historique de la population dans la localité
| 1948 | 1953 | 1961  | 1971  | 1981  | 1991  | 2013  |
| ---- | ---- | ----- | ----- | ----- | ----- | ----- |
| -    | -    | 1 567 | 1 389 | 1 274 | 1 259 | 1 238 |

|  |

### Communauté locale
En 1991, Osječani Gornji faisait partie de la communauté locale d'Osječani qui comptait 2 080 habitants, répartis de la manière suivante :